# Dennis Buchner

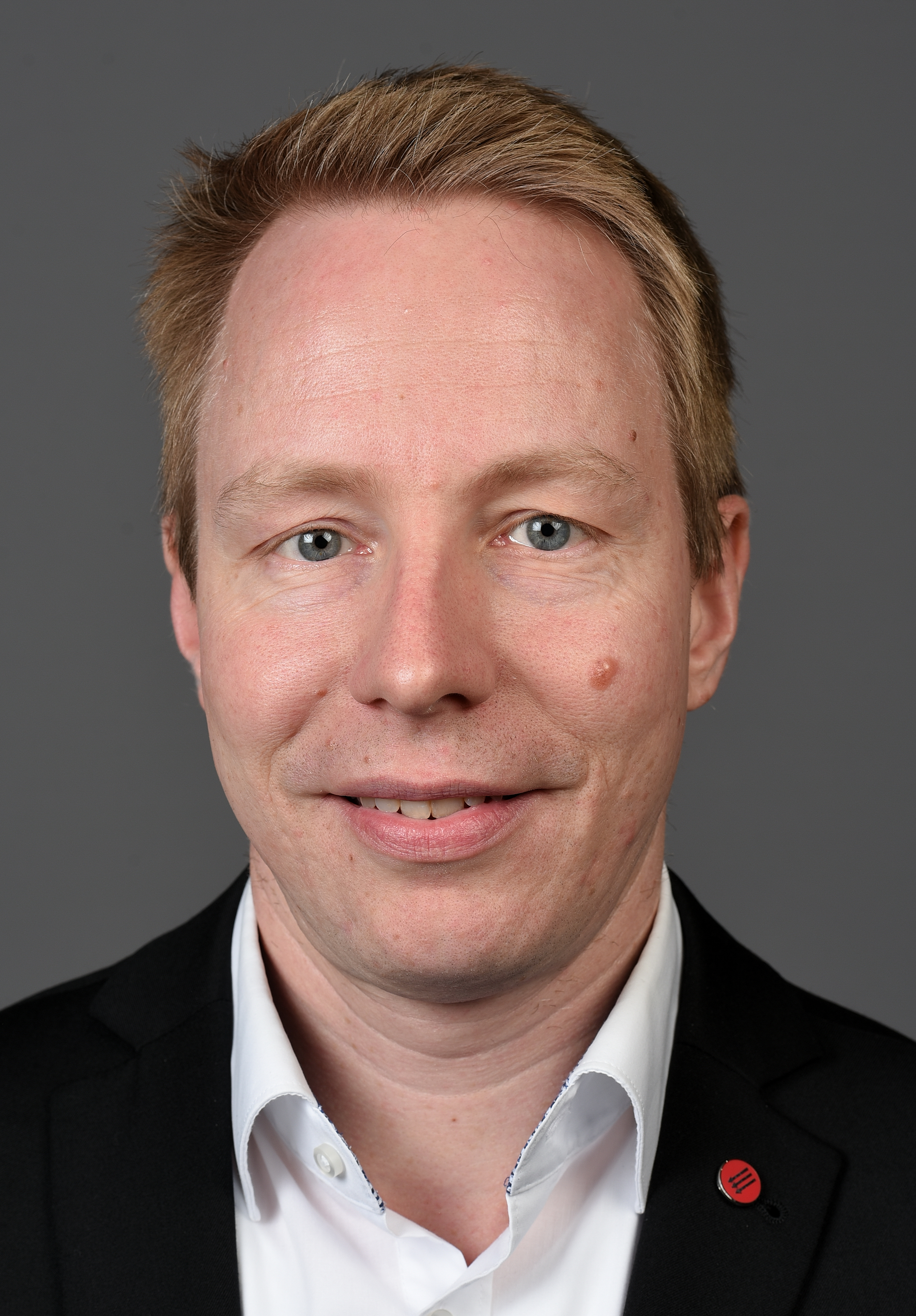
Dennis Buchner, 2017

Dennis Buchner (* 31. März 1977 in Lübeck) ist ein deutscher Politiker (SPD) und seit 2011 Mitglied des Abgeordnetenhauses von Berlin. Von 2021 bis zum März 2023 war er Präsident des Abgeordnetenhauses, seither ist er dessen Vizepräsident.

## Leben
Nach dem Abitur an der Oberschule zum Dom in Lübeck studierte Buchner von 1998 bis 2005 Politikwissenschaft an der Universität Bonn und der Universität Potsdam. Das Studium schloss er 2005 als Diplom-Politikwissenschaftler ab. Buchner trat 1998 in die SPD ein. Von 2000 bis 2002 arbeitete er als studentischer Mitarbeiter für den SPD-Landtagsabgeordneten Bernhard von Grünberg. Seit 2002 war er für den SPD-Parteivorstand tätig und arbeitete unter anderem als Büroleiter der stellvertretenden Parteivorsitzenden Bärbel Dieckmann. 2009 und 2010 war er Abteilungsleiter der SPD in Nordrhein-Westfalen, 2011 war er Wahlkampfleiter der SPD Sachsen-Anhalt, danach wurde er Büroleiter der SPD-Bundesgeschäftsführerin Astrid Klug.
Seit 2004 ist Buchner Vorsitzender der SPD-Abteilung Weißensee-City in Weißensee. Am 18. September 2011, am 18. September 2016 und am 26. September 2021 wurde er im Wahlkreis Pankow 4 direkt in das Abgeordnetenhaus von Berlin gewählt. Bei der Wiederholungswahl 2023 verlor er sein Wahlkreismandat im Abgeordnetenhaus an Dirk Stettner. Über die Bezirksliste der SPD Pankow zog er aber erneut ins Abgeordnetenhaus ein. Buchner gehört dort den Ausschüssen für Bildung, Jugend und Wissenschaft sowie Sport an. Seit Dezember 2011 ist er sportpolitischer Sprecher seiner Fraktion. Seit November 2012 gehört er zudem dem Präsidium des Berliner Abgeordnetenhauses an.
Von September 2014 bis Ende 2016 war Buchner Landesgeschäftsführer der Berliner SPD.
Vom 4. November 2021 bis zum 16. März 2023 war Buchner Präsident des Abgeordnetenhauses von Berlin. Bei der Wiederholungswahl 2023 verlor die SPD den Status der stärksten Fraktion, Cornelia Seibeld von der CDU, die nunmehr die stärkste Fraktion bildet, wurde neue Präsidentin des Abgeordnetenhauses. Buchner wurde am selben Tag dessen Vizepräsident.